# Miniopterus aelleni
Miniopterus aelleni — вид ссавців родини довгокрилових.

## Опис
Невеликого розміру, із загальною довжиною між 88 і 95 мм, довжина передпліччя між 35 і 41 мм, довжина хвоста від 40 до 45 мм, довжиною стопи між 5 і 7 мм, довжиною вух між 10 і 12 мм і вагою до 6,5 гр.
Спинна частина від коричневої до темно-коричневої, в той час як черевна частина з плямами, через жовто-коричневі кінчики волосся. Лоб дуже високий, ніс вузький і з дуже маленькими ніздрями. Вуха короткі, трикутні і з заокругленими краями. Крилові мембрани коричневі або темно-коричневі. Хвіст дуже довгий.

## Проживання, поведінка
Цей вид є ендеміком Мадагаскару і острову Анжуан, Коморські острови. Живе в сухих листяних лісах до 1100 метрів над рівнем моря.

## Звички
Ховається, ймовірно, у вапнякових печерах. Харчується комахами. 